# Narin Gol (vattendrag i Kina)
Narin Gol (kinesiska: 那仁郭勒河) är ett vattendrag i Kina. Det ligger i provinsen Qinghai, i den nordvästra delen av landet, omkring 790 kilometer väster om provinshuvudstaden Xining.
Genomsnittlig årsnederbörd är 200 millimeter. Den regnigaste månaden är juli, med i genomsnitt 46 mm nederbörd, och den torraste är december, med 2 mm nederbörd.